# Rayville, Louisiana
Rayville är administrativ huvudort i Richland Parish i delstaten Louisiana. Orten har fått sitt namn efter markägaren John Ray. Enligt 2010 års folkräkning hade Rayville 3 695 invånare.